# Резня на реке Паудер
Резня на реке Паудер (англ. Powder River Massacre) — нападение американских солдат и скаутов-пауни на лагерь южных шайеннов 17 августа 1865 года, произошедшее на территории современного округа Джонсон.

## Предыстория
Генерал-майор Гренвилл Додж, командующий департаментом Миссури, отправил карательную экспедицию на территорию Паудер-Ривер против лакота и шайеннов. Её возглавил бригадный генерал Патрик Коннор, он разделил свои силы на три колонны, которые должны были окружить враждебных индейцев. Одну из колонн возглавил сам Патрик Коннор, остальные — Нельсон Коул и Сэмюэл Уокер. Все три колонны должны были соединиться в новом форте Коннор.
Бригадный генерал и его 675 солдат, индейские разведчики и гражданские погонщики вместе с обозом, полным припасов, покинули форт Ларами 1 августа 1865 года, чтобы соединиться с колоннами Коула и Уокера. Колонна Коннора двинулась на север и 14 августа, в районе верхнего течения реки Паудер, началось строительство форта Коннор. Пока солдаты рубили деревья, скауты пауни разыскивали следы лакота и шайеннов. 16 августа на холмах близ лагеря солдат появились несколько шайеннов и Коннор приказал Норту преследовать их.

## Резня
В течение двух дней Фрэнк Норт и его скауты пауни преследовали шайеннов, направлявшихся на север. В 2 часа ночи 16 августа 1865 года капитан и его пауни догнали группу на реке Паудер, примерно в 80 км к северу от форта Коннор. Шайенны разбили лагерь на ночь и отдыхали, и Норт решил на рассвете напасть на них. Утром пауни приблизились к лагерю. Заметив скаутов, шайенны приняли отряд Норта за дружественных сиу или арапахо, и не предприняли никаких враждебных действий. Пауни внезапно атаковали их, шайенны запаниковали и рассыпались в разные стороны, что позволило пауни преследовать и убивать их по отдельности. Один из шайеннов был тяжело ранен и не принимал участия в бою, он пытался спрятаться в овраге, но один из скаутов обнаружил его и зарубил саблей.

## Итоги
Скауты пауни убили всех 24 человек, включая Жёлтую Женщину, мачеху Джорджа Бента, сами при этом, потеряли лишь 4 лошади. Коннора порадовали результаты рейда Фрэнка Норта. Пауни захватили 18 лошадей и 17 мулов, многие из которых были с правительственными клеймами и принадлежали ранее американской армии. Бригадный генерал уполномочил Норта распределить захваченные трофеи между скаутами.
Южные шайенны ничего не знали о резне, в которой погибли 24 человека. Возможно это произошло потому, что был перебит весь отряд, и никто не смог рассказать о случившемся.